# Льгота-Гавронна
Льгота-Гавронна (пол. Lgota Gawronna) — село в Польщі, у гміні Лелюв Ченстоховського повіту Сілезького воєводства.
Населення — 120 осіб (2011).
У 1975-1998 роках село належало до Ченстоховського воєводства.

## Демографія
Демографічна структура станом на 31 березня 2011 року:
|          | Загалом | Допрацездатний вік | Працездатний вік | Постпрацездатний вік |
| -------- | ------- | ------------------ | ---------------- | -------------------- |
| Чоловіки | 62      | 19                 | 34               | 9                    |
| Жінки    | 58      | 7                  | 34               | 17                   |
| Разом    | 120     | 26                 | 68               | 26                   |